# Gideon Joffe
Gideon Joffe (* 3. Juli 1972 in Tel Aviv) ist seit 2012 Vorsitzender der Jüdischen Gemeinde zu Berlin. Er arbeitete früher als Unternehmensberater und Unternehmer.

## Leben
Joffes Vorfahren stammen aus Lettland. Zahlreiche Familienangehörige wurden im Holocaust ermordet. Nach der Alija der Eltern nach Israel wurde er 1972 in Tel Aviv geboren. Während seiner Kindheit zog seine Familie nach Deutschland.
1991 legte er in Berlin sein Abitur ab. Im Anschluss studierte er Betriebswirtschaftslehre und Sinologie an der Freien Universität Berlin, lebte im Rahmen eines Graduiertenstipendiums in Beijing sowie Schanghai und wurde 2003 in Berlin mit der Dissertation Entstehung und Entwicklung des Unternehmertums in der VR China und sein Einfluß auf Transformation und Demokratisierung zum Dr. rer. oec. promoviert.
Gideon Joffe ist Mitglied des Kuratoriums der Stiftung Denkmal für die ermordeten Juden Europas.

## Vorsitzender der Jüdischen Gemeinde zu Berlin
2006 wurde er zum ersten Mal Vorsitzender der Jüdischen Gemeinde zu Berlin. Aufgrund von Meinungsverschiedenheiten über die Ausrichtung der Gemeinde wurde er 2008 nicht wiedergewählt. 2006 war er Mitbegründer der ersten sephardisch ausgerichteten Nachkriegssynagoge in Berlin. Von 2010 bis 2011 war er Geschäftsführer des Sozialunternehmens Treberhilfe Berlin, das 2011 in die Insolvenz ging, nachdem das Land Berlin eine Reihe von Verträgen fristlos wegen grober Pflichtverstöße gekündigt hatte.
Nach der Amtszeit von Lala Süsskind wurde er 2012 zum zweiten Mal Vorsitzender der Jüdischen Gemeinde zu Berlin. Joffe bezog 2013 ein Jahresgehalt in Höhe von 125 000 EUR. 2013 stoppte der Senat zeitweise Zahlungen an die Jüdische Gemeinde zu Berlin wegen Unklarheiten über die Verteilung und Bezahlung des Personals. So war dem Land nicht klar wie viel Personal mit welcher Bezahlung wo eingesetzt wurde. Hierzu hat das Oberverwaltungsgericht Berlin-Brandenburg im Jahr 2016 in zwei Berufungsverfahren der Jüdischen Gemeinde zu Berlin entschieden, dass das Land Berlin zur Gewährung von Zuschüssen an die Jüdische Gemeinde verpflichtet ist.
Im Jahr 2015 und 2019 wurde Joffe erneut gewählt. 2015 wurden schwere Wahlbetrugs-Vorwürfe gegen Joffe erhoben, die bis heute nicht widerlegt sind. Bis heute erklärt der Zentralrat die Wahlen von 2015 für „schwebend unwirksam“. 2019 fand in Ermangelung an weiteren Kandidaten keine Wahl statt.
Im Mai 2023 wurde durch die seit 2019 amtierende Repräsentantenversammlung der Jüdischen Gemeinde zu Berlin eine neue Wahlordnung beschlossen. Gleichzeitig wurden Wahlen für den 3. September 2023 angekündigt, die ausschließlich per Briefwahl stattfinden sollten. Die neue Wahlordnung vom 31. Mai 2023 schließt ältere Menschen, sowie Menschen, die sich in anderen jüdischen Organisationen engagieren von ihrem passiven Wahlrecht aus, sie können nicht kandidieren, § 4 der Wahlordnung regelt diesen Ausschluss. In einem Urteil des für solche Belange zuständigen Instanzgerichts des Zentralrats der Juden in Deutschland vom 21. Juli 2023 wurden die Wahlen gerichtlich untersagt. Joffe kündigte an, sich diesem Beschluss zu widersetzen. In einem Interview sagte er, dass „keine einzige Institution auf der Welt“ in der Lage sei, „in die Jüdische Gemeinde zu Berlin hineinregieren“ zu können. Der RBB wertete diese Entscheidung Joffes in einem Beitrag vom 24. Juli 2023 als „Kampfansage“ mit „kaum absehbaren“ Folgen.
Nachdem Joffe sich und den fünfköpfigen Vorstand trotz rechtskräftiger gerichtlicher Verbote wiederwählen ließ, beschloss das Präsidium des Zentralrats der Juden in Deutschland am 27. Februar 2024 einstimmig „die Stimmberechtigung in den Organen des Zentralrats zu entziehen“.